# 格莉·劳巴尔
安格拉·瑪麗亞·「格莉」·勞巴爾（德語：Angela Maria "Geli" Raubal，[ˈɡeːli ˈʁaʊbal]；1908年6月4日—1931年9月18日）是納粹德國元首阿道夫·希特勒的半血緣外甥女。格莉出生於奧匈帝國林茲，是萊奧·勞巴爾（Leo Raubal）與希特勒同父異母的姊姊安格拉·希特勒的第二個小孩。格莉與舅舅希特勒的關係十分親密；她於1931年自殺身亡。

## 生活

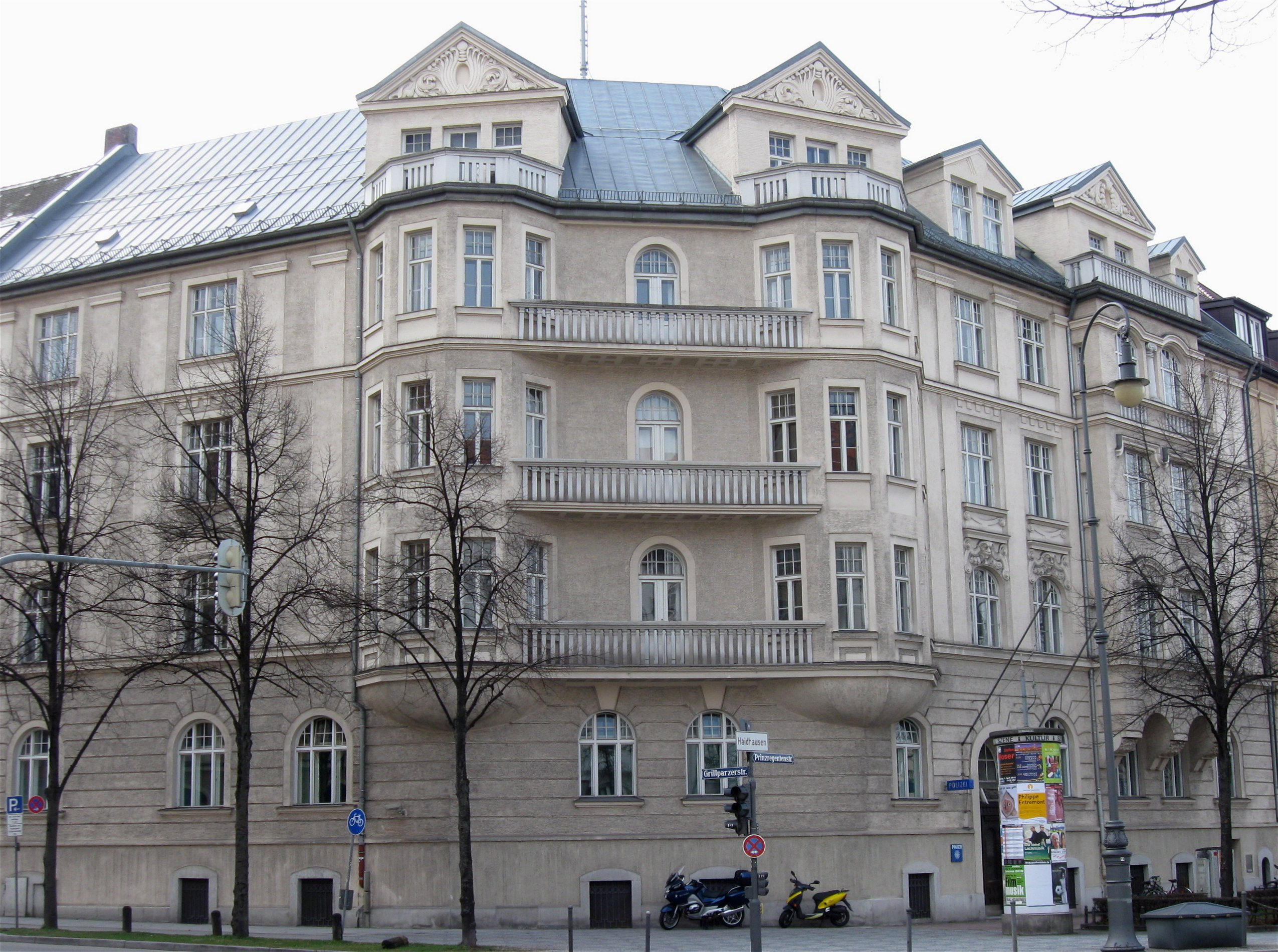
位於慕尼黑攝政王街16號的希特勒公寓。

安格拉·瑪麗亞·「格莉」·勞巴爾於1908年6月4日出生在奧匈帝國林茲；她在家中排行第二，上有一位哥哥小萊奧·勞巴爾，下有一位妹妹埃爾弗里德·勞巴爾（Elfriede Raubal）。格莉的父親於31歲時逝世；當時她年僅兩歲。1925年，格莉的母親至希特勒的居所擔任管家，而時年17歲的格莉則與妹妹埃爾弗里德一同住進了舅舅家。在接下來的六年內，格莉均與這個大她19歲的半血緣舅舅維持著良好的關係。1928年，安格拉至希特勒的個人行館貝格霍夫擔任管家。1929年，格莉錄取慕尼黑大學醫學系，隨後便在希特勒的首肯下搬進了希特勒慕尼黑公寓；然而格莉最終並未完成學業。
隨著納粹黨的聲勢逐漸崛起，希特勒對格莉的態度亦越發跋扈霸道，並對後者管束甚嚴。當希特勒發現格莉與她的個人司機埃米爾·莫里斯秘密交往時，他強勢介入並終止了兩人的關係，同時開除了莫里斯。此後他甚至不允許格莉擁有正常的社交生活，並親自或隨時派人陪同她前往購物、觀賞電影或歌劇。

## 死亡
在希特勒的控制下，格莉形同囚犯；她計划逃往維也納以脫離舅舅的管束。格莉的母親在戰後向調查人員表示格莉曾希望與嫁給一位同樣來自林茲的男子，但希特勒不准兩人結婚。1931年9月18日，格莉因與希特勒不肯讓她去維也納而與後者發生嚴重爭吵。希特勒隨後前往紐倫堡參加一場會議，但翌日即因接獲格莉死亡的消息而返回慕尼黑；其死因為肺部遭到槍擊。調查結果顯示格莉以希特勒的華瑟手槍自殺身亡，得年23歲。
格莉死後，各種猜測傳聞甚囂塵上，內容包括希特勒對格莉使用肢體暴力、兩人間存有性關係與謀殺等；其中部分消息是由希特勒的政敵奥托·施特拉塞尔所發布。英國歷史學家伊恩·克肖表示「不論有無性關係，希特勒對格莉的行為都在在表現出了一種強大，或至少是潛在的性依戀。」警方最終排除了他殺的可能，並將本案以自殺結案。格莉的死對希特勒打擊相當大，他也因此罹患了重鬱症。9月24日，格莉的葬禮在維也納舉行，但希特勒因過度憂傷而未出席。兩日後，希特勒造訪了格莉位於維也納中央公墓的墳墓；此後他的重鬱症逐漸痊癒，並重新將專注力放在政治事業上。
希特勒稍後表示格莉是他唯一愛過的女人。格莉在貝格霍夫的房間均保持原樣，未作更動；位於柏林的帝國總理府中則掛有格莉的肖像畫。

### 引用
1. 1 2 3 4 5 6 7 8  Görtemaker 2011，第43頁.
2. 1 2  Kershaw 2008，第218頁.
3. 1 2  Bullock 1999，第393頁.
4. ↑  Kershaw 2008，第177頁.
5. 1 2 3  Kershaw 2008，第219頁.
6. 1 2  Kershaw 2008，第220頁.
7. 1 2  Kershaw 2008，第221頁.
8. ↑  Shirer 1960，第132頁.
9. ↑  Shirer 1960，第132–133頁.

### 圖書
- Bullock, Alan. . New York: Konecky & Konecky. 1999 [1952]. ISBN 978-1-56852-036-0.
- Görtemaker, Heike B. . New York: Alfred A. Knopf. 2011. ISBN 978-0-307-59582-9.
- Kershaw, Ian. . New York: W. W. Norton & Company. 2008. ISBN 978-0-393-06757-6.
- Shirer, William L. . New York: Simon & Schuster. 1960. ISBN 978-0-671-62420-0.

## 延伸閱讀
- Alexander, Alex. . Rijswijk: Elmar. 2005. ISBN 978-90-389-1547-0 （荷兰语）.
- Hayman, Ronald. . New York: Bloomsbury. 1998 [1997]. ISBN 978-1-58234-008-1.
- Rosenbaum, Ron. . New York: Random House. 1998. ISBN 978-0-679-43151-0.
- Strasser, Otto. . Boston: Houghton Mifflin. 1940. ISBN 978-0-404-16997-8.
- Vermeeren, Marc. . Soesterberg: Aspekt. 2007. ISBN 978-90-5911-606-1 （荷兰语）.

## 外部連結
- 格莉·劳巴尔在互联网电影资料库（IMDb）上的資料（英文）